# Cuaternión de Augusto
El Cuaternión de Augusto es un cuaternión o cuaternio de oro, una moneda equivalente a cuatro áureos, que fue acuñada presumiblemente por los talleres de Pérgamo (Antigua Grecia, actualmente Turquía), en conmemoración de la conquista de Egipto por parte del emperador romano Augusto (Roma, 23 de septiembre de 63 a. C. – Nola, 19 de agosto de 14 d. C.). Esta pieza se conserva desde 1919 en el Museo Arqueológico Nacional de España en Madrid con el número de inventario 1921/9/1. Se considera pieza única en el mundo ya que solamente se conocen otras dos monedas, conservadas en museos italianos, del mismo valor acuñadas en el mismo reinado pero originarias de la ceca de Lugdunum en los años 2 a. C. y 4 d. C. y con distinta tipología.

## Historia y simbología
La moneda se acuñó probablemente en los talleres de Pérgamo, y conmemoraba la conquista de Egipto por parte de Augusto en la Batalla de Actium, con la victoria absoluta de Augusto y la posterior toma de Alejandría en el año 30 a. C.. Aunque era una moneda de curso legal, debido a su gran tamaño y valía se utilizaba como medalla destinada premiar a funcionarios o militares de alto rango, así como obsequio diplomático.
En 1919 Gervasio Collar y Álvarez, presentó la moneda al Museo Arqueológico Nacional con la intención de venderla, fue adquirida después de dos años de espera, en el que se realizaron las pertinentes investigaciones para constatar su autenticidad.
El año 1936, representantes del  Gobierno republicano, junto con la Guardia de Asalto se dispusieron a la confiscación de obras guardadas en el museo, entre ellas, se encontraban gran cantidad de la colección de monedas. Esta pieza se salvó gracias al conservador del Gabinete Numismático Felipe Mateu y Llopis que consiguió ocultar gran parte de la colección y entre ellas se encontraba el medallón de Augusto.
Las otras dos monedas acuñadas durante la época de Augusto, son de fecha más tardía entre el 2 a. C. y el 4 d. C., y realizadas en otra ceca. La primera de estas monedas se encontró en 1759 en las excavaciones de Pompeya y representa la cabeza de Augusto con la corona de laurel y en el reverso la figura de la  diosa Diana, conservándose en el Museo Arqueológico Nacional de Nápoles. La segunda moneda no se sabe su procedencia arqueológica, y representa al emperador Augusto y en su reverso a Gay y Lucio, se conserva en el Museo Arqueológico de Este (Padua). Ambas monedas tienen la inscripción de «Pater Patriae», título que ostentó Augusto a partir del año 2 a. C.

## Descripción y características
El cuaternión de Augusto está fechado el 27 a. C. y representa la cabeza del emperador, sin ningún atributo añadido, a los 36 años, con el signo del zodiaco Capricornio junto al cuello -signo zodiacal del nacimiento de August- y con una inscripción en su entorno de:  «August[us]. Co[n]s[ul].VII. Imp[erator]. Caesar. Divi. F[ilius].». En el reverso se puede ver un hipopótamo en pie con la leyenda «AEGYPTO / CAPTA» dentro de un círculo de puntos.
- Origen: Talleres de Pérgamo
- Forma: moneda/medallón.
- Material: oro.
- Estilo: Romano imperial, altoimperial.
- Técnica: Acuñación.
- Anverso: Cabeza desnuda del emperador Augusto.
- Reverso: un Hipopótamo en pie.
- Diámetro: 30 mm.
- Peso: 32 gr.